# Любичево
Любѝчево е село в Североизточна България, община Антоново, област Търговище.

## География
Село Любичево се намира на около 25 km запад-югозападно от областния център Търговище и около 9 km изток-североизточно от общинския център Антоново. Разположено е в Източния Предбалкан, в югозападната част на платото Кедикбалкан, по десния (източния) долинен склон на Голяма река. Надморската височина в центъра на селото при сградата на кметството е около 418 m, нараства на север и североизток и намалява на югозапад и юг.
През Любичево минава третокласният републикански път III-2042, който води на запад през село Присойна до село Добротица, а на изток – до връзка близко до селото с третокласния републикански път III-409.
Землището на село Любичево граничи със землищата на: село Конак на север; село Моравка на североизток; село Трескавец на югоизток и изток; село Росица на юг; село Изворово на юг; село Ястребино на юг; село Присойна на запад; село Разделци на северозапад.
В землището на Любичево попада част от северното разклонение на намиращия се на около 2 km на юг от селото язовир Ястребино, построен на Голяма река.
Населението на село Любичево, наброявало 1239 души при преброяването към 1934 г. и 1315 към 1946 г., намалява до 259 (по текущата демографска статистика за населението) към 2020 г.
При преброяването на населението към 1 февруари 2011 г., от обща численост 300 лица, за 40 лица е посочена принадлежност към „българска“ етническа група, за 227 – към „турска“, за 25 – към „ромска“ и за 8 – „не се самоопределят“.

## История
През 1934 г. селото с дотогавашно име Àшиклар е преименувано на Любичево
Училището в село Любичево (тогава – Ашиклар) е открито през 1904 г. като начално училище. През 1934 г. в селото се разкрива и Народна смесена прогимназия. От 1941 г. двете училища се обединяват в Народно основно училище, което през 1943 г. е наименувано „Христо Ботев“. То е основно училище до 1973 г., когато отново се трансформира в начално до закриването му през 1998 г.
Читалището в селото – според проучването на Никола Йоцов, общественик и краевед от село Любичево – е основано през 1922 г. В юбилейния сборник на Върховния читалищен съвет от 1936 г. „В служба на народната просвета и култура“ (1911 – 1936 г.) е посочено за читалището в село Любичево, че е основано през 1922 г., но без да се регистрира – поради това, че на няколко пъти преустановява дейността си и едва през 1931 г. се е регистрирало. Тъй като документални материали на читалището от основаването до 1981 г. не са запазени, единствен източник за дейността му за този период са проучванията на Никола Йоцов. Културно-просветната си дейност читалището реализира чрез: собствената библиотека с над 8000 тома (вероятно към 1997 г.); провеждането на тематични вечери, читателски конференции, обсъждане на книги; честването на бележити дати и годишнини; забавно-увеселителни програми – включително и с действащите към читалището през различни години самодейни състави и битови групи. Тази дейност читалището осъществява съвместно с обществените организации и училището, от 1972 г. – в собствена читалищна сграда. През периода 1931 – 1945 г. читалището се нарича „Съединение“, а от 1945 г. – „Кольо Савов“.
На 22 март 1937 г. в Любичево е основана кредитна кооперация, започнала дейността си през 1938 г. Основатели са девет души, а впоследствие членовете на кооперацията нарастват на 169. Открити са два магазина за нуждите на населението – един в село Любичево и втори – в съседното село Долна Росица. Освен да кредитира членовете си и да извършва снабдяване, кооперацията организира производство на тухли в кооперативна тухларница, дървоснабдяване и произвеждане на вар в изградената пещ. В края на 1962 г. кооперацията се влива в Потребителна кооперация „Самопомощ“ – село Моравка, която по-нататък функционира като център на кооперацията, обхващаща със всестранна дейност селата Моравка, Китино, Коноп, Трескавец и Любичево.
Трудово кооперативно земеделско стопанство (ТКЗС) в село Любичево се създава на 14 октомври 1948 г. То развива самостоятелно дейността си до 31 декември 1958 г. На 1 януари 1959 г. стопанството се присъединява към Обединеното трудово кооперативно земеделско стопанство (ОТКЗС) – село Моравка, което включва стопанствата от селата Моравка, Трескавец, Любичево, Китино и Коноп.
Детски противотуберкулозен санаториум е създаден в село Любичево през 1953 г. и продължава дейността си като противотуберкулозен санаториум до края на 1965 г. От началото на 1966 г. той е обособен като санаториум за ревматично болни деца и като такъв продължава дейността си до 1 юли 1984 г.